# Lista de filme Pat Sullivan Studios
Aceasta este lista completă de filme a studioului de animație Pat Sullivan Studios care a funcționat între anii 1916 și 1930. Cu excepția filmelor din 1929-1930 toate filmele sunt mute și alb-negru.

## 1916
| Nr. | Titlu                                 | Regia        | Data premierei    | Seria          | Observații |
| --- | ------------------------------------- | ------------ | ----------------- | -------------- | --- |
| 1   | Sammie Johnsin Hunter                 | Pat Sullivan | 27 ianuarie 1916  | Sammie Johnsin | Primul film cu Sammie Johnsin Primul film regizat de Pat Sullivan Primul film distribuit de Universal Film Manufacturing Company |
| 2   | Sammie Johnsin Strong Man             | Pat Sullivan | 16 martie 1916    | Sammie Johnsin | |
| 3   | Sammie Johnsin Magician               | Pat Sullivan | 29 iunie 1916     | Sammie Johnsin | |
| 4   | Sammie Johnsin Gets a Job             | Pat Sullivan | 13 iulie 1916     | Sammie Johnsin | |
| 5   | Sammie Johnsin in Mexico              | Pat Sullivan | 25 august 1916    | Sammie Johnsin | |
| 6   | Sammie Johnsin Minds the Baby         | Pat Sullivan | 23 octombrie 1916 | Sammie Johnsin | |
| 7   | Motor Mat and His Flivver             | Otto Messmer | 16 noiembrie 1916 | Motor Mat      | Primul și ultimul film cu Motor Mat Primul film regizat de Otto Messmer                                                          |
| 8   | Sammie Johnsin at the Seaside         | Pat Sullivan | 26 noiembrie 1916 | Sammie Johnsin | |
| 9   | Sammie Johnsin's Love Affair          | Pat Sullivan | 3 decembrie 1916  | Sammie Johnsin | |
| 10  | Sammie Johnsin and His Wonderful Lamp | Pat Sullivan | 17 decembrie 1916 | Sammie Johnsin | |
| 11  | Nervy Nat Has His Fortune Told        | Pat Sullivan | 24 decembrie 1916 | Nervy Nat      | Primul și ultimul film cu Nervy Nat                                                                                              |
| 12  | Sammie Johnsin Slumbers Not           | Pat Sullivan | 31 decembrie 1916 | Sammie Johnsin | Ultimul film cu Sammie Johnsin                                                                                                   |

## 1917
| Nr. | Titlu                               | Regia        | Data premierei    | Seria            | Observații                                 |
| --- | ----------------------------------- | ------------ | ----------------- | ---------------- | ------------------------------------------ |
| 13  | Boomer Bill's Awakening             | Pat Sullivan | 28 ianuarie 1917  | Boomer Bill      | Primul film cu Boomer Bill                 |
| 14  | Fearless Freddie in the Woolly West | Pat Sullivan | 11 februarie 1917 | Fearless Freddie | Primul și ultimul film cu Fearless Freddie |
| 15  | Boomer Bill Goes to Sea             | Pat Sullivan | 15 aprilie 1917   | Boomer Bill      | Ultimul film cu Boomer Bill                |
| 16  | Box Car Bill Falls in Luck          | Pat Sullivan | 20 iulie 1917     | Box Car Bill     | Primul și ultimul film cu Box Car Bill     |

## 1918
Steluța (*) semnifică faptul că data premierei nu este confirmată oficial.
| Nr. | Titlu                           | Regia        | Data premierei     | Seria           | Observații                     |
| --- | ------------------------------- | ------------ | ------------------ | --------------- | ------------------------------ |
| 17  | How Charlie Captured the Kaiser | Pat Sullivan | 3 septembrie 1918  | Charlie Chaplin | Primul film cu Charlie Chaplin |
| 18  | Over the Rhine with Charlie     | Pat Sullivan | 21 decembrie 1918  | Charlie Chaplin |                                |
| 19  | Charley at the Circus           | Pat Sullivan | 31 decembrie 1918* | Charlie Chaplin |                                |

## 1919
Steluța (*) semnifică faptul că data premierei nu este confirmată oficial.
| Nr. | Titlu                    | Regia        | Data premierei    | Seria           | Observații |
| --- | ------------------------ | ------------ | ----------------- | --------------- | --- |
| 20  | Charley at the Beach     | Pat Sullivan | 15 ianuarie 1919  | Charlie Chaplin | |
| 21  | Charlie in Turkey        | Pat Sullivan | 29 ianuarie 1919  | Charlie Chaplin | |
| 22  | Charlie Treats 'Em Rough | Pat Sullivan | 19 martie 1919    | Charlie Chaplin | |
| 23  | Charley Out West         | Pat Sullivan | 15 mai 1919*      | Charlie Chaplin | |
| 24  | Charley on the Farm      | Pat Sullivan | 15 iunie 1919*    | Charlie Chaplin | |
| 25  | Charlie's African Quest  | Pat Sullivan | 15 iulie 1919*    | Charlie Chaplin | Ultimul film cu Charlie Chaplin Ultimul film regizat de Pat Sullivan Ultimul film distribuit de Universal Film Manufacturing Company |
| 26  | Feline Follies           | Otto Messmer | 9 noiembrie 1919  | Felix the Cat   | Primul film cu Felix the Cat Primul film distribuit de Paramount Pictures                                                            |
| 27  | Musical News             | Otto Messmer | 24 noiembrie 1919 | Felix the Cat   | |
| 28  | The Adventures of Felix  | Otto Messmer | 14 decembrie 1919 | Felix the Cat   | |

## 1920
Steluța (*) semnifică faptul că data premierei nu este confirmată oficial.
| Nr. | Titlu                     | Regia        | Data premierei     | Seria         | Observații |
| --- | ------------------------- | ------------ | ------------------ | ------------- | ---------- |
| 29  | Felix Hits the North Pole | Otto Messmer | 1 ianuarie 1920*   | Felix the Cat |            |
| 30  | A Frolic with Felix       | Otto Messmer | 25 ianuarie 1920   | Felix the Cat |            |
| 31  | Kill or Cure              | Otto Messmer | 8 februarie 1920   | Felix the Cat |            |
| 32  | Felix the Big Game Hunter | Otto Messmer | 22 februarie 1920  | Felix the Cat |            |
| 33  | Wrecking a Romeo          | Otto Messmer | 7 martie 1920      | Felix the Cat |            |
| 34  | Felix the Food Controller | Otto Messmer | 11 aprilie 1920    | Felix the Cat |            |
| 35  | Felix the Pinch Hitter    | Otto Messmer | 18 aprilie 1920    | Felix the Cat |            |
| 36  | Foxy Felix                | Otto Messmer | 16 mai 1920        | Felix the Cat |            |
| 37  | A Hungry Hoodoo           | Otto Messmer | 6 iunie 1920       | Felix the Cat |            |
| 38  | The Great Cheese Robbery  | Otto Messmer | 13 iunie 1920      | Felix the Cat |            |
| 39  | Felix and the Feed Bag    | Otto Messmer | 18 iulie 1920      | Felix the Cat |            |
| 40  | Nifty Nurse               | Otto Messmer | 22 august 1920     | Felix the Cat |            |
| 41  | The Circus                | Otto Messmer | 26 septembrie 1920 | Felix the Cat |            |
| 42  | My Hero                   | Otto Messmer | 24 octombrie 1920  | Felix the Cat |            |
| 43  | Felix the Landlord        | Otto Messmer | 21 noiembrie 1920  | Felix the Cat |            |
| 44  | Felix's Fish Story        | Otto Messmer | 26 decembrie 1920  | Felix the Cat |            |

## 1921
| Nr. | Titlu                | Regia        | Data premierei    | Seria         | Observații                                    |
| --- | -------------------- | ------------ | ----------------- | ------------- | --------------------------------------------- |
| 45  | Felix the Gay Dog    | Otto Messmer | 6 februarie 1921  | Felix the Cat |                                               |
| 46  | Down on the Farm     | Otto Messmer | 13 februarie 1921 | Felix the Cat |                                               |
| 47  | The Hypnotist        | Otto Messmer | 20 martie 1921    | Felix the Cat |                                               |
| 48  | Free Lunch           | Otto Messmer | 17 aprilie 1921   | Felix the Cat |                                               |
| 49  | Felix Goes on Strike | Otto Messmer | 15 mai 1921       | Felix the Cat |                                               |
| 50  | Out of Luck          | Otto Messmer | 5 iunie 1921      | Felix the Cat |                                               |
| 51  | The Love Punch       | Otto Messmer | 3 iulie 1921      | Felix the Cat |                                               |
| 52  | Felix Left at Home   | Otto Messmer | 17 iulie 1921     | Felix the Cat | Ultimul film distribuit de Paramount Pictures |

## 1922
| Nr. | Titlu                 | Regia        | Data premierei     | Seria         | Observații                                 |
| --- | --------------------- | ------------ | ------------------ | ------------- | ------------------------------------------ |
| 53  | Felix Saves the Day   | Otto Messmer | 1 februarie 1922   | Felix the Cat | Primul film distribuit de Winkler Pictures |
| 54  | Felix at the Fair     | Otto Messmer | 1 martie 1922      | Felix the Cat |                                            |
| 55  | Felix Makes Good      | Otto Messmer | 1 aprilie 1922     | Felix the Cat |                                            |
| 56  | Felix All at Sea      | Otto Messmer | 1 mai 1922         | Felix the Cat |                                            |
| 57  | Felix in Love         | Otto Messmer | 1 iunie 1922       | Felix the Cat |                                            |
| 58  | Felix in the Swim     | Otto Messmer | 1 iulie 1922       | Felix the Cat |                                            |
| 59  | Felix Finds a Way     | Otto Messmer | 1 august 1922      | Felix the Cat |                                            |
| 60  | Felix Gets Revenge    | Otto Messmer | 1 septembrie 1922  | Felix the Cat |                                            |
| 61  | Felix Wakes Up        | Otto Messmer | 15 septembrie 1922 | Felix the Cat |                                            |
| 62  | Felix Minds the Kid   | Otto Messmer | 1 octombrie 1922   | Felix the Cat |                                            |
| 63  | Felix Turns the Tide  | Otto Messmer | 15 octombrie 1922  | Felix the Cat |                                            |
| 64  | Fifty-Fifty           | Otto Messmer | 22 octombrie 1922  | Felix the Cat |                                            |
| 65  | Felix Comes Back      | Otto Messmer | 26 octombrie 1922  | Felix the Cat |                                            |
| 66  | Felix on the Trail    | Otto Messmer | 1 noiembrie 1922   | Felix the Cat |                                            |
| 67  | Felix Lends a Hand    | Otto Messmer | 15 noiembrie 1922  | Felix the Cat |                                            |
| 68  | Felix Gets Left       | Otto Messmer | 1 decembrie 1922   | Felix the Cat |                                            |
| 69  | Felix in the Bone Age | Otto Messmer | 15 decembrie 1922  | Felix the Cat |                                            |

## 1923
| Nr. | Titlu                      | Regia        | Data premierei     | Seria         | Observații |
| --- | -------------------------- | ------------ | ------------------ | ------------- | ---------- |
| 70  | Felix the Ghost Breaker    | Otto Messmer | 1 ianuarie 1923    | Felix the Cat |            |
| 71  | Felix Win's Out            | Otto Messmer | 15 ianuarie 1923   | Felix the Cat |            |
| 72  | Felix Tries for Treasure   | Otto Messmer | 15 aprilie 1923    | Felix the Cat |            |
| 73  | Felix Revolts              | Otto Messmer | 1 mai 1923         | Felix the Cat |            |
| 74  | Felix Calms His Conscience | Otto Messmer | 15 mai 1923        | Felix the Cat |            |
| 75  | Felix the Globe Trotter    | Otto Messmer | 1 iunie 1923       | Felix the Cat |            |
| 76  | Felix Gets Broadcasted     | Otto Messmer | 15 iunie 1923      | Felix the Cat |            |
| 77  | Felix Strikes It Rich      | Otto Messmer | 1 iulie 1923       | Felix the Cat |            |
| 78  | Felix in Hollywood         | Otto Messmer | 15 iulie 1923      | Felix the Cat |            |
| 79  | Felix in Fairyland         | Otto Messmer | 1 august 1923      | Felix the Cat |            |
| 80  | Felix Laughs Last          | Otto Messmer | 15 august 1923     | Felix the Cat |            |
| 81  | Felix and the Radio        | Otto Messmer | 30 septembrie 1923 | Felix the Cat |            |
| 82  | Felix Fills a Shortage     | Otto Messmer | 15 noiembrie 1923  | Felix the Cat |            |
| 83  | Felix the Goat Getter      | Otto Messmer | 1 decembrie 1923   | Felix the Cat |            |
| 84  | Felix Goes A-Hunting       | Otto Messmer | 15 decembrie 1923  | Felix the Cat |            |

## 1924
| Nr. | Titlu                       | Regia        | Data premierei    | Seria         | Observații |
| --- | --------------------------- | ------------ | ----------------- | ------------- | ---------- |
| 85  | Felix Out of Luck           | Otto Messmer | 1 ianuarie 1924   | Felix the Cat |            |
| 86  | Felix Loses Out             | Otto Messmer | 15 ianuarie 1924  | Felix the Cat |            |
| 87  | Felix ''Hyps'' the Hippo    | Otto Messmer | 1 februarie 1924  | Felix the Cat |            |
| 88  | Felix Crosses the Crooks    | Otto Messmer | 15 februarie 1924 | Felix the Cat |            |
| 89  | Felix Tries to Rest         | Otto Messmer | 29 februarie 1924 | Felix the Cat |            |
| 90  | Felix Doubles for Darwin    | Otto Messmer | 15 martie 1924    | Felix the Cat |            |
| 91  | Felix Finds Out             | Otto Messmer | 1 aprilie 1924    | Felix the Cat |            |
| 92  | Felix Crashes In            | Otto Messmer | 11 aprilie 1924   | Felix the Cat |            |
| 93  | Felix Fairy Tales           | Otto Messmer | 21 aprilie 1924   | Felix the Cat |            |
| 94  | Felix Pinches the Pole      | Otto Messmer | 1 mai 1924        | Felix the Cat |            |
| 95  | Felix Puts It Over          | Otto Messmer | 15 mai 1924       | Felix the Cat |            |
| 96  | Friend in Need              | Otto Messmer | 1 iunie 1924      | Felix the Cat |            |
| 97  | Felix Finds 'Em Fickle      | Otto Messmer | 15 iunie 1924     | Felix the Cat |            |
| 98  | Baffled by Banjos           | Otto Messmer | 15 iunie 1924     | Felix the Cat |            |
| 99  | Felix All Balled Up         | Otto Messmer | 1 iulie 1924      | Felix the Cat |            |
| 100 | Felix Brings Home the Bacon | Otto Messmer | 15 iulie 1924     | Felix the Cat |            |
| 101 | Felix Goes West             | Otto Messmer | 1 august 1924     | Felix the Cat |            |
| 102 | Felix Minds His Business    | Otto Messmer | 17 august 1924    | Felix the Cat |            |
| 103 | Felix Grabs His Grab        | Otto Messmer | 1 septembrie 1924 | Felix the Cat |            |
| 104 | Felix Goes Hungry           | Otto Messmer | 1 decembrie 1924  | Felix the Cat |            |
| 105 | Felix Finishes First        | Otto Messmer | 15 decembrie 1924 | Felix the Cat |            |

## 1925
| Nr. | Titlu                             | Regia        | Data premierei     | Seria         | Observații                                            |
| --- | --------------------------------- | ------------ | ------------------ | ------------- | ----------------------------------------------------- |
| 106 | Felix Wins and Loses              | Otto Messmer | 1 ianuarie 1925    | Felix the Cat |                                                       |
| 107 | Felix All Puzzled                 | Otto Messmer | 15 ianuarie 1925   | Felix the Cat |                                                       |
| 108 | Felix Follows the Swallows        | Otto Messmer | 1 februarie 1925   | Felix the Cat |                                                       |
| 109 | Felix Rests in Peace              | Otto Messmer | 15 februarie 1925  | Felix the Cat |                                                       |
| 110 | Felix Gets His Fill               | Otto Messmer | 1 martie 1925      | Felix the Cat |                                                       |
| 111 | Felix Full o' Fight               | Otto Messmer | 13 aprilie 1925    | Felix the Cat |                                                       |
| 112 | Felix Outwits Cupid               | Otto Messmer | 27 aprilie 1925    | Felix the Cat |                                                       |
| 113 | Felix Monkeys with Magic          | Otto Messmer | 8 mai 1925         | Felix the Cat |                                                       |
| 114 | Felix Cops the Prize              | Otto Messmer | 25 mai 1925        | Felix the Cat |                                                       |
| 115 | Felix Gets the Can                | Otto Messmer | 8 iunie 1925       | Felix the Cat |                                                       |
| 116 | The Cat and the Kit               | Otto Messmer | 18 iunie 1925      | Felix the Cat | Primul și ultimul film distribuit de General Electric |
| 117 | Felix Dopes It Out                | Otto Messmer | 15 august 1925     | Felix the Cat | Ultimul film distribuit de Winkler Pictures           |
| 118 | Felix Trifles with Time           | Otto Messmer | 23 august 1925     | Felix the Cat | Primul film distribuit de Educational Film Exchanges  |
| 119 | Felix the Cat Busts into Business | Otto Messmer | 6 septembrie 1925  | Felix the Cat |                                                       |
| 120 | Felix the Cat Trips Thru Toyland  | Otto Messmer | 20 septembrie 1925 | Felix the Cat |                                                       |
| 121 | Felix the Cat on the Farm         | Otto Messmer | 4 octombrie 1925   | Felix the Cat |                                                       |
| 122 | Felix the Cat on the Job          | Otto Messmer | 18 octombrie 1925  | Felix the Cat |                                                       |
| 123 | The Cold Rush                     | Otto Messmer | 1 noiembrie 1925   | Felix the Cat |                                                       |
| 124 | Eats Are West                     | Otto Messmer | 15 noiembrie 1925  | Felix the Cat |                                                       |
| 125 | Felix the Cat Tries the Trades    | Otto Messmer | 29 noiembrie 1925  | Felix the Cat |                                                       |
| 126 | At the Rainbow's End              | Otto Messmer | 13 decembrie 1925  | Felix the Cat |                                                       |
| 127 | Felix the Cat Kept on Walking     | Otto Messmer | 27 decembrie 1925  | Felix the Cat |                                                       |

## 1926
| Nr. | Titlu                                 | Regia        | Data premierei     | Seria         | Observații |
| --- | ------------------------------------- | ------------ | ------------------ | ------------- | ---------- |
| 128 | Felix the Cat Spots the Spooks        | Otto Messmer | 10 ianuarie 1926   | Felix the Cat |            |
| 129 | Felix the Cat Flirts with Fate        | Otto Messmer | 24 ianuarie 1926   | Felix the Cat |            |
| 130 | Felix the Cat in Blunderland          | Otto Messmer | 7 februarie 1926   | Felix the Cat |            |
| 131 | Felix the Cat Fans the Flames         | Otto Messmer | 21 februarie 1926  | Felix the Cat |            |
| 132 | Felix the Cat Laughts It Off          | Otto Messmer | 7 martie 1926      | Felix the Cat |            |
| 133 | Felix the Cat Weathers the Weather    | Otto Messmer | 21 martie 1926     | Felix the Cat |            |
| 134 | Felix the Cat Uses His Head           | Otto Messmer | 4 aprilie 1926     | Felix the Cat |            |
| 135 | Felix the Cat Misses the Cue          | Otto Messmer | 18 aprilie 1926    | Felix the Cat |            |
| 136 | Felix the Cat Braves the Briny        | Otto Messmer | 2 mai 1926         | Felix the Cat |            |
| 137 | A Tale of Two Kitties                 | Otto Messmer | 16 mai 1926        | Felix the Cat |            |
| 138 | Felix the Cat Scoots Through Scotland | Otto Messmer | 30 mai 1926        | Felix the Cat |            |
| 139 | Felix the Cat Rings the Ringer        | Otto Messmer | 13 iunie 1926      | Felix the Cat |            |
| 140 | School Daze                           | Otto Messmer | 27 iunie 1926      | Felix the Cat |            |
| 141 | Felix the Cat Seek Solitude           | Otto Messmer | 11 iulie 1926      | Felix the Cat |            |
| 142 | Felix the Cat Misses His Swiss        | Otto Messmer | 25 iulie 1926      | Felix the Cat |            |
| 143 | Felix the Cat in Gym Gems             | Otto Messmer | 8 august 1926      | Felix the Cat |            |
| 144 | Two-Lip Time                          | Otto Messmer | 22 august 1926     | Felix the Cat |            |
| 145 | Scrambled Yeggs                       | Otto Messmer | 5 septembrie 1926  | Felix the Cat |            |
| 146 | Felix the Cat Shatters the Sheik      | Otto Messmer | 19 septembrie 1926 | Felix the Cat |            |
| 147 | Felix the Cat Hunts the Hunter        | Otto Messmer | 3 octombrie 1926   | Felix the Cat |            |
| 148 | Land O'Fancy                          | Otto Messmer | 17 octombrie 1926  | Felix the Cat |            |
| 149 | Felix the Cat Busts a Bubble          | Otto Messmer | 31 octombrie 1926  | Felix the Cat |            |
| 150 | Reverse English                       | Otto Messmer | 14 noiembrie 1926  | Felix the Cat |            |
| 151 | Felix the Cat Trumps the Ace          | Otto Messmer | 28 noiembrie 1926  | Felix the Cat |            |
| 152 | Felix the Cat Collars the Button      | Otto Messmer | 12 decembrie 1926  | Felix the Cat |            |
| 153 | Zoo Logic                             | Otto Messmer | 26 decembrie 1926  | Felix the Cat |            |

## 1927
| Nr. | Titlu                             | Regia        | Data premierei     | Seria         | Observații |
| --- | --------------------------------- | ------------ | ------------------ | ------------- | ---------- |
| 154 | Felix the Cat Dines and Pines     | Otto Messmer | 9 ianuarie 1927    | Felix the Cat |            |
| 155 | Pedigreedy                        | Otto Messmer | 23 ianuarie 1927   | Felix the Cat |            |
| 156 | Icy Eyes                          | Otto Messmer | 6 februarie 1927   | Felix the Cat |            |
| 157 | Stars and Stripes                 | Otto Messmer | 20 februarie 1927  | Felix the Cat |            |
| 158 | Felix the Cat Sees 'Em in Season  | Otto Messmer | 6 martie 1927      | Felix the Cat |            |
| 159 | Barn Yarns                        | Otto Messmer | 20 martie 1927     | Felix the Cat |            |
| 160 | Germ Mania                        | Otto Messmer | 3 aprilie 1927     | Felix the Cat |            |
| 161 | Sax Appeal                        | Otto Messmer | 17 aprilie 1927    | Felix the Cat |            |
| 162 | Eye Jinks                         | Otto Messmer | 1 mai 1927         | Felix the Cat |            |
| 163 | Felix the Cat as Romeeow          | Otto Messmer | 15 mai 1927        | Felix the Cat |            |
| 164 | Felix the Cat Ducks His Duty      | Otto Messmer | 29 mai 1927        | Felix the Cat |            |
| 165 | Dough-Nutty                       | Otto Messmer | 12 iunie 1927      | Felix the Cat |            |
| 166 | ''Loco'' Motive                   | Otto Messmer | 26 iunie 1927      | Felix the Cat |            |
| 167 | Art for Heart's Sake              | Otto Messmer | 10 iulie 1927      | Felix the Cat |            |
| 168 | The Travel-Hog                    | Otto Messmer | 24 iulie 1927      | Felix the Cat |            |
| 169 | Felix the Cat, Jack of All Trades | Otto Messmer | 7 august 1927      | Felix the Cat |            |
| 170 | The Non-Stop Fright               | Otto Messmer | 21 august 1927     | Felix the Cat |            |
| 171 | Wise Guise                        | Otto Messmer | 4 septembrie 1927  | Felix the Cat |            |
| 172 | Flim Flam Films                   | Otto Messmer | 18 septembrie 1927 | Felix the Cat |            |
| 173 | Felix the Cat Switches Witches    | Otto Messmer | 2 octombrie 1927   | Felix the Cat |            |
| 174 | No Fuelin'                        | Otto Messmer | 16 octombrie 1927  | Felix the Cat |            |
| 175 | Daze and Knights                  | Otto Messmer | 30 octombrie 1927  | Felix the Cat |            |
| 176 | Uncle Tom's Crabbin'              | Otto Messmer | 13 noiembrie 1927  | Felix the Cat |            |
| 177 | Whys and Otherwise                | Otto Messmer | 27 noiembrie 1927  | Felix the Cat |            |
| 178 | Felix the Cat Hits the Deck       | Otto Messmer | 11 decembrie 1927  | Felix the Cat |            |
| 179 | Felix Behind the Front            | Otto Messmer | 25 decembrie 1927  | Felix the Cat |            |

## 1928
| Nr. | Titlu               | Regia        | Data premierei    | Seria         | Observații                                            |
| --- | ------------------- | ------------ | ----------------- | ------------- | ----------------------------------------------------- |
| 180 | The Smoke Scream    | Otto Messmer | 8 ianuarie 1928   | Felix the Cat |                                                       |
| 181 | Draggin' the Dragon | Otto Messmer | 22 ianuarie 1928  | Felix the Cat |                                                       |
| 182 | The Oily Bird       | Otto Messmer | 5 februarie 1928  | Felix the Cat |                                                       |
| 183 | Ohm Sweet Ohm       | Otto Messmer | 19 februarie 1928 | Felix the Cat |                                                       |
| 184 | Japanicky           | Otto Messmer | 4 martie 1928     | Felix the Cat |                                                       |
| 185 | Polly-tics          | Otto Messmer | 18 martie 1928    | Felix the Cat |                                                       |
| 186 | Comicalamities      | Otto Messmer | 1 aprilie 1928    | Felix the Cat |                                                       |
| 187 | Sure-Locked Homes   | Otto Messmer | 15 aprilie 1928   | Felix the Cat |                                                       |
| 188 | Eskimotive          | Otto Messmer | 29 aprilie 1928   | Felix the Cat |                                                       |
| 189 | Arabiantics         | Otto Messmer | 13 mai 1928       | Felix the Cat |                                                       |
| 190 | In and Out-Laws     | Otto Messmer | 27 mai 1928       | Felix the Cat |                                                       |
| 191 | Outdoor Indore      | Otto Messmer | 10 iunie 1928     | Felix the Cat |                                                       |
| 192 | Futuritzy           | Otto Messmer | 24 iunie 1928     | Felix the Cat |                                                       |
| 193 | Astronomeous        | Otto Messmer | 8 iulie 1928      | Felix the Cat |                                                       |
| 194 | Jungle Bungles      | Otto Messmer | 22 iulie 1928     | Felix the Cat |                                                       |
| 195 | The Last Life       | Otto Messmer | 5 august 1928     | Felix the Cat | Ultimul film distribuit de Educational Film Exchanges |

## 1929
Din acest an toate filmele sunt produse cu sunet. Steluța (*) indică faptul că data premierei nu este confirmată oficial.
| Nr. | Titlu          | Regia        | Data premierei     | Seria         | Observații                                            |
| --- | -------------- | ------------ | ------------------ | ------------- | ----------------------------------------------------- |
| 196 | One Good Turn  | Otto Messmer | 22 iunie 1929      | Felix the Cat | Primul film distribuit de Copley Pictures Corporation |
| 197 | False Vases    | Otto Messmer | 13 iulie 1929      | Felix the Cat |                                                       |
| 198 | Romeeow        | Otto Messmer | 10 august 1929*    | Felix the Cat |                                                       |
| 199 | The Cat's Meow | Otto Messmer | 7 septembrie 1929* | Felix the Cat |                                                       |

## 1930
Steluța (*) indică faptul că data premierei nu este confirmată oficial.
| Nr. | Titlu                        | Regia        | Data premierei     | Seria         | Observații |
| --- | ---------------------------- | ------------ | ------------------ | ------------- | --- |
| 200 | Forty Winks                  | Otto Messmer | 1 ianuarie 1930    | Felix the Cat | |
| 201 | Hootchy Cootchy Parlais Vous | Otto Messmer | 12 martie 1930     | Felix the Cat | |
| 202 | Oceantics                    | Otto Messmer | 3 aprilie 1930     | Felix the Cat | |
| 203 | Skulls and Sculls            | Otto Messmer | 5 iunie 1930       | Felix the Cat | |
| 204 | Tee Time                     | Otto Messmer | 31 iulie 1930      | Felix the Cat | |
| 205 | April Maze                   | Otto Messmer | 14 septembrie 1930 | Felix the Cat | |
| 206 | Woos Whoopee                 | Otto Messmer | 18 noiembrie 1930  | Felix the Cat | |
| 207 | Backyard Serenade            | Otto Messmer | 26 decembrie 1930* | Felix the Cat | Ultimul film cu Felix the Cat Ultimul film regizat de Otto Messmer Ultimul film distribuit de Copley Pictures Corporation |